# Val des Vignes
Val des Vignes è un comune francese del dipartimento della Charente, nella regione della Aquitania-Limosino-Poitou-Charentes.
È stato creato il 1º gennaio 2016 dalla fusione dei preesistenti comuni di Aubeville, Jurignac, Mainfonds e Péreuil.
Il capoluogo è la località di Jurignac.